# Cosmosoma stictinota
Cosmosoma stictinota är en fjärilsart som beskrevs av Paul Dognin 1914. Cosmosoma stictinota ingår i släktet Cosmosoma och familjen björnspinnare. Inga underarter finns listade i Catalogue of Life.